# Sphecodes punctiscutum
Sphecodes punctiscutum är en biart som beskrevs av Constance Margaret Eardley och R. P. Urban 2006. Sphecodes punctiscutum ingår i släktet blodbin, och familjen vägbin. Inga underarter finns listade i Catalogue of Life.